# Paragioxenos brachypterus
Paragioxenos brachypterus (лат.) — вид веерокрылых насекомых, единственный в составе рода Paragioxenos из семейства Xenidae (ранее в Stylopidae). Австралия. Паразиты цветочных ос.

## Описание
Мелкие веерокрылые насекомые. Отличается от других Xenidae следующими признаками самок: голова и переднегрудь полностью разделены родовым отверстием на вентральной стороне; мандибулы самок отчетливо выдаются из челюстной капсулы; угол мандибул 75°. Дорсальное лабральное поле эллиптическое, в ~ 2 раза шире длины по средней линии, отчетливо выпуклое, прямое. Есть заметная припухлость на переднегруди, похожая на некоторые виды Paraxenos. Цефалоторакс самок почти треугольный, немного шире длины, длина 1,68 мм, ширина 1,82 мм. Передний край головы очень слабо выступает вперед. Грудь заметно расширяется кзади. Окраска, состоящая из нескольких коричневых оттенков, образующих четкий рисунок, в основном темный. Паразиты цветочных ос рода Paragia (Vespidae: Masarinae)..

## Классификация
Вид был впервые описан в 1923 году. Род включается в отдельное семейство Xenidae (ранее подсемейство Xeninae в составе Stylopidae).